# 安氏細脂鯉
安氏細脂鯉（学名：Aphyocharax anisitsi），為輻鰭魚綱脂鯉目脂鯉科的其中一個種。

## 分布
本魚分布於南美洲巴拉那河流域。

## 特徵
本魚體修長，體色為銀色，尾鰭叉型，魚鰭呈紅色，但幼魚不明顯。雄魚臀鰭長有小鉤以便幫助產卵，體長約5.5公分。

## 生態
成魚棲息在上游與中游的水層。性情溫和，喜群游，屬雜食性，以蠕蟲、小的昆蟲與甲殼動物等為食。

## 經濟利用
為高經濟價值的觀賞魚。